# Erich Veit
Erich Wilhelm Emil Veit (* 1. März 1896 in Nürnberg; † 19. Mai 1981 in Wien) war ein deutsch-österreichischer Maler und Grafiker. Sein künstlerisches Werk umfasst Technikbilder, Militärkunst sowie Porträtstudien österreichischer Persönlichkeiten.

## Leben und Werk
Veits Eltern waren Emma (Anna Helene) Veit geb. Kirchoff und Otto Carl Leonhard Veit. 1905 übersiedelte die Familie auf Grund eines Engagements des Vaters als Oberregisseur am Kaiser-Jubiläums-Stadttheater (heute Volksoper) von Nürnberg nach Wien. Erich Veit war zunächst Privatschüler bei Ferdinand Schmutzer, einem Grafiker, Fotografen und Porträtmaler. Der Industrielle Karl Freiherr von Škoda förderte Veit besonders. So fertigte der junge Künstler Bilder von den Škoda-Werken in Pilsen an. Während des Ersten Weltkriegs erhielt Erich Veit den Auftrag des k.u.k. Heeresmuseums, eroberte Geschütze und andere Kriegsobjekte in Form von Radierungen bildlich festzuhalten. Nach dem Krieg, zwischen 1919 und 1926, betrieb Erich Veit gemeinsam mit seinem Bruder Hans Otto Veit (1899–1966), der ebenfalls Maler war, ein Atelier im Technischen Museum Wien, wo er Auftragsarbeiten für die Dauerausstellung des Museums anfertigte, welche die Entwicklung der Technik illustrieren. So fertigte er u. a. den umfangreichen Werkzyklus Stätten der Arbeit an, für den er sich an die Schauplätze des Geschehens begab. Die Radierungen aus diesem Zyklus zeigen u. a. den Erzberg, die Eisen- und Stahlwerke von Witkowitz, die Stadien der Errichtung von Kraftwerksbauten, die Elektrifizierung der Bundesbahnen ebenso wie den Wiederaufbau Wiens nach dem Zweiten Weltkrieg. In der Sonderausstellung Einmarsch '38. Militärhistorische Aspekte des März 1938 im Heeresgeschichtlichen Museum 2008 war Veit mit Radierungen militärischer Motive vertreten und einem Bild des Heeresmuseums mit Reichskriegsflagge, datiert auf 1938, dem Jahr des Anschlusses Österreichs.
Erich Veit starb 1981 in Wien. Gemeinsam mit seiner Frau Hermine Veit (1907–1994) liegt er am Hietzinger Friedhof (Gruppe 72, Reihe 9, Nummer 15) begraben. Das Grab ist bereits aufgelassen.

## Bestand in staatlichen Sammlungen
- Die Kernsammlung des Technischen Museums Wien wurde in den 1990er Jahren durch einen Ankauf von über 200 Blättern aus dem Besitz der Tochter Erich Veits erweitert, sowie durch die originale Kupferdruck-Handpresse des Künstlers ergänzt. Der Bestand des Technischen Museums Wien bietet einen Querschnitt des Schaffens des Künstlers.

- Im Wiener Heeresgeschichtlichen Museum sind mehrere frühere Darstellungen der Škoda-Werke, sowie die Darstellungen der Beutegeschütze aus dem Ersten Weltkrieg erhalten. Mehrere Blätter, die Erich Veit in den Jahren von 1960 bis 1963 angefertigt hat und die Einheiten des Österreichischen Bundesheeres zeigen, sind ebenfalls Bestandteil der Sammlung.

- In der Österreichischen Nationalbibliothek befinden sich drei Blätter von Erich Veit, darunter ein Porträt des Kaisers Franz Joseph I. von Österreich.[5]

## Belege
- Biografie Erich Veit, Technisches Museum Wien
- Teilbestand Erich Veit im Technischen Museum Wien